# Cumuripa
Cumuripa, es un pueblo del municipio de Cajeme ubicado en el sureste del estado mexicano de Sonora. Es de los pueblos más antiguos que fundaron este municipio. Según los datos del Censo de Población y Vivienda realizado en 2020 por el Instituto Nacional de Estadística y Geografía (INEGI), del pueblo tiene un total de 172 habitantes.  
Se encuentra en la Carretera estatal 121 que va de Ciudad Obregón a Tecoripa cerca de la comunidad de El Apache. Ubicado a 98 kilómetros de Ciudad Obregón.
Algunos de los atractivos de Cumuripa son la presa Álvaro Obregón (Oviáchic), y el río Yaqui.

## Geografía
Cumuripa se sitúa en las coordenadas geográficas 28.1 de latitud y -109.917 de longitud del meridiano de Greenwich, a una elevación de 106 metros sobre el nivel del mar, el pueblo se encuentra cerca del curso del río Yaqui.

## Historia
Fundada en 1619 por el misionero jesuita Martín Burgencio donde se construye una misión jesuita en la Pimería Baja,el mismo año que Tecoripa.
El pueblo viejo de Cumuripa se encuentra en el vaso de la presa Álvaro Obregón; al término de la construcción del embalse, la población se dividió en varias partes. Unos fueron a radicar a Esperanza y otros a la colonia Cumuripa de Ciudad  Obregón, que el gobierno les donó, y otros optaron por quedarse en el poblado nuevo, a la orilla del río, que también el gobierno les donó.[cita requerida]
Cumuripa quiere decir “lugar donde abundan los cúmaros”. El cúmaro es un árbol corpulento que prolifera en Sonora; produce una frutita dulce, parecida a las del garambullo. Y el garambullo es un arbusto mediamente grande que también se llama bainoro. La palabra Cumuripa traducida en Pima quiere decir “agujero de ratas”.[cita requerida]

## Gobierno
Cumuripa es una de las delegaciones de las que está a cargo la comisaría de Esperanza. Por lo que el comisariado y el gobierno municipal de Cajeme designan a un delegado a cargo de la localidad para un periodo de 3 años generalmente.